# Empresas Polar
Empresas Polar es una corporación industrial venezolana cuyas actividades productivas abarcan los sectores de alimentos, bebidas alcohólicas, gaseosas y productos de consumo masivo bajo sus filiales Alimentos Polar, Cervecería Polar, y Pepsi-Cola Venezuela.

## Historia

### Inicios (1939-1950)

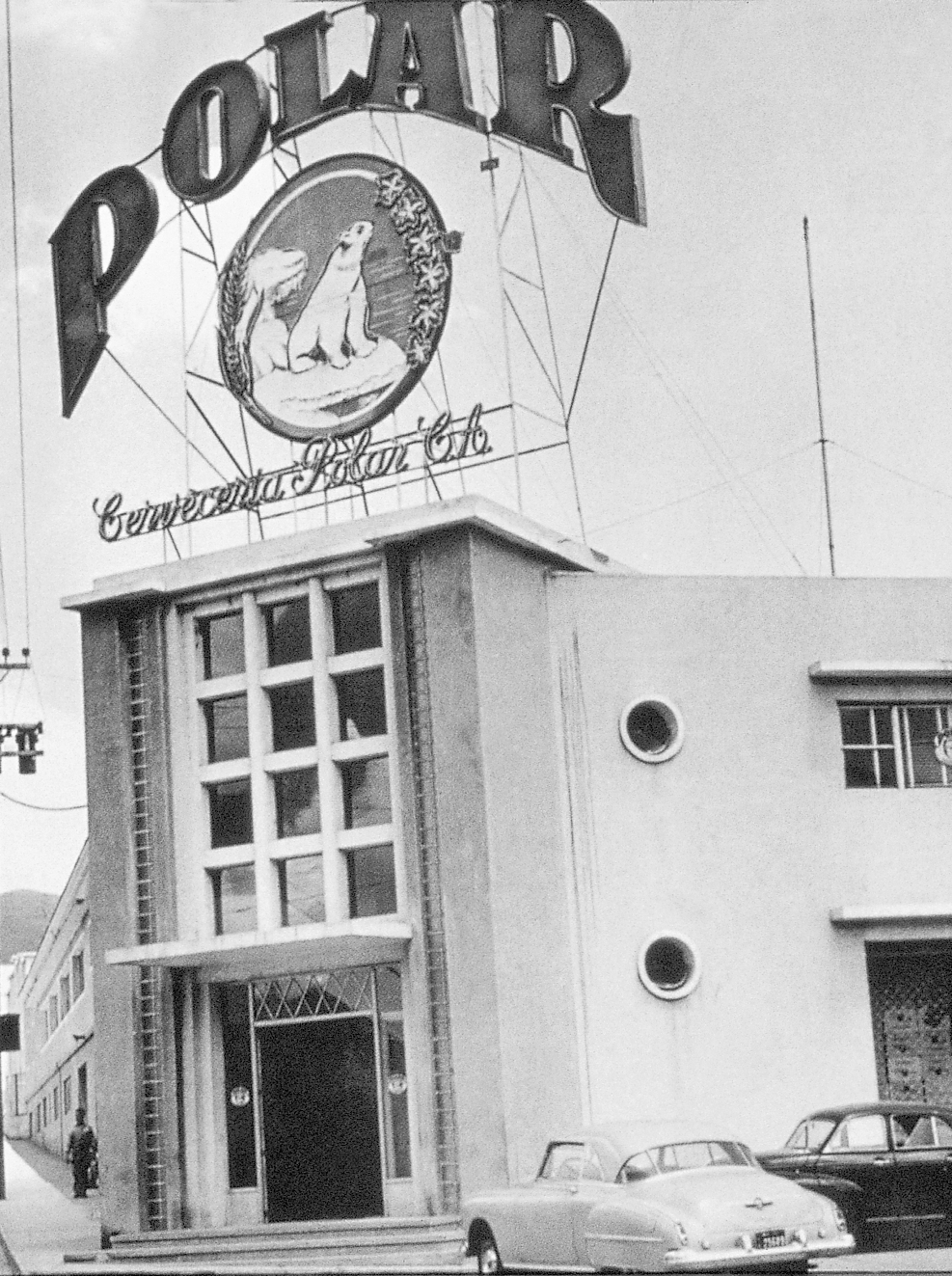
Fachada de Cervecería Polar Planta Antímano.

Al finalizar en 1935 la dictadura del general Juan Vicente Gómez, el joven abogado caraqueño Lorenzo Alejandro Mendoza Fleury se hizo socio principal de la empresa familiar "Mendoza y Compañía", que inicialmente fabricaba velas y jabones. Cuatro años después, Mendoza Fleury tuvo la idea de establecer una compañía cervecera junto a Rafael Lujan y Karl Eggers. El proyecto implicaba grandes riesgos, pero comenzó a hacerse realidad cuando el barco que transportaba desde Europa la primera paila de cocimiento logró cruzar el océano para llegar finalmente a Venezuela, en la Navidad de 1939. El 14 de marzo de 1941 se iniciaron las labores de la nueva empresa denominada Cervecería Polar, con capital totalmente venezolano, en la pequeña planta de Antímano, al oeste de Caracas.
La iniciativa daba sus primeros pasos hasta que en 1943, ingresó en la empresa Carlos Roubicek (1916-2004), un joven maestro cervecero judío checoslovaco, quien había emigrado a Ecuador tras la ocupación militar de su país por la Alemania nazi. Cuatro meses después de su ingreso, Roubicek planteó la necesidad de cambiar la fórmula de la cerveza producida por la planta, basándose en los gustos del público de entonces, lo que, junto a la publicidad adecuada la llevó rápidamente a convertirse en un producto popular.

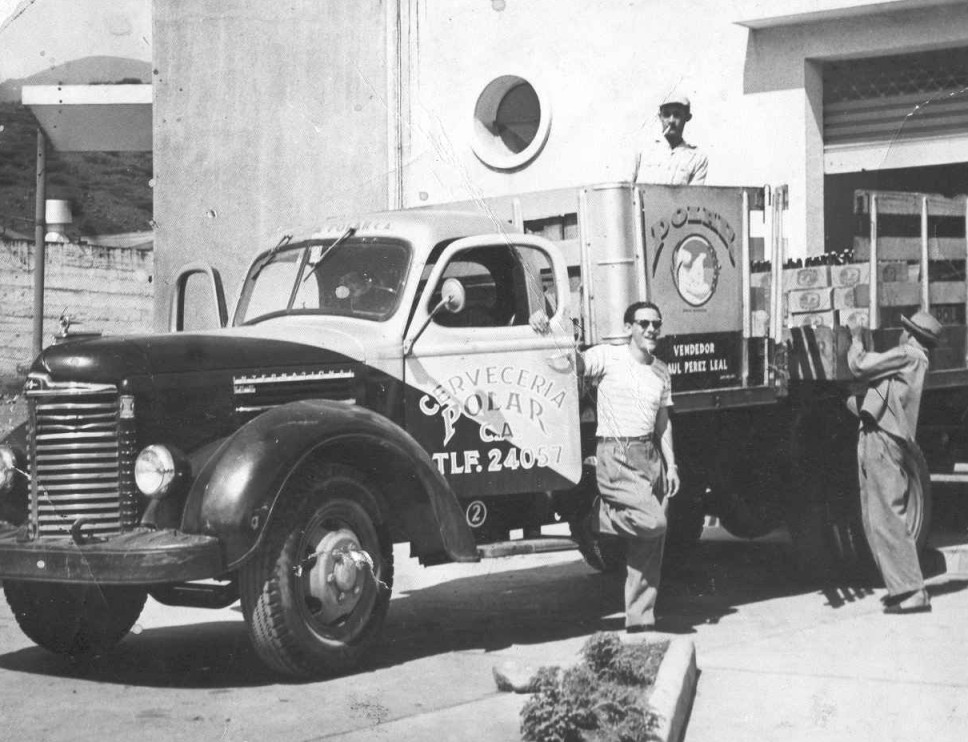
Distribución de Polar en los inicios.

En esa época, la empresa producía aproximadamente 30 mil litros mensuales de cerveza y contaba con 50 trabajadores, y debió enfrentar la competencia de otras 14 marcas, lo que fue sorteado tanto con la calidad del producto como un equipo humano de ventas. En 1948 surge bajo la supervisión de Juan Lorenzo Mendoza Quintero, hijo de Mendoza Fleury, la primera compañía comercializadora de los productos de Cervecería Polar.

### Crecimiento (1950-1999)
En 1950 se inician las operaciones de una segunda planta cervecera, localizada en Barcelona, estado Anzoátegui, en el oriente del país; al año siguiente, se suma otra en Los Cortijos, en Caracas complementando la producción de la planta de Antímano. En 1960 se sumaría otra planta cervecera en Maracaibo, para atender el occidente del país.
Contando para entonces con tres plantas cerveceras en operación y siendo las hojuelas de maíz uno de los ingredientes principales de la fórmula de cerveza ideada por Roubicek, la empresa decidió construir su propia planta procesadora de maíz en Turmero, estado Aragua, con el fin de sustituir la importación de esta materia prima. Esta decisión sería un paso determinante en el posterior desarrollo del negocio de alimentos. 
En 1951 fue presentada la primera bebida no alcohólica de Cervecería Polar denominada Maltín Polar. 
Carlos Eduardo Stolk Mendoza, primo hermano de Lorenzo Alejandro Mendoza Fleury, luego de haber representado a Venezuela en las Naciones Unidas durante la Segunda Guerra Mundial toma cargo como presidente de Empresas Polar en 1952. Su liderazgo contribuyó a una época de crecimiento muy importante hasta su retiro en 1985. El Dr. Stolk fue responsable por el nombre de la marca de Harina P.A.N. y el lanzamiento de este proyecto, dio los primeros pasos para la creación y desarrollo de Fundación Polar, entre otras acciones importantes que tomó para sus clientes, empleados y accionistas.
La procesadora de maíz inició en 1960 la fabricación de la harina de maíz precocida Harina P.A.N. basada en la patente venezolana 5176 que adquirió la empresa familiar al ingeniero mecánico venezolano Luis Caballero Mejías, quien inventó en 1954 el procedimiento industrial respectivo para su propia empresa La Arepera, C.A. Este lanzamiento hizo que la arepa, uno de los platos típicos venezolanos, dejara de producirse a base de maíz pilado cambiándose por la harina de maíz, haciendo que su preparación fuese menos laboriosa.
Juan Lorenzo Mendoza Quintero propuso la creación de la Asociación Civil sin fines de lucro, denominada “El Puntal” la cual estaba destinada a reforzar la acción social que ya venían desarrollando las diferentes instalaciones de la empresa en sus localidades, tanto para los trabajadores y sus familias como para la comunidad. Esta sería una de sus últimas iniciativas, ya que Mendoza Quintero falleció repentinamente en 1962.
Ante esta circunstancia, su padre, Lorenzo Mendoza Fleury, retomó la dirección de la empresa la cual incorporó otros productos como aceite de maíz en 1966 y alimentos balanceados para animales en 1967, al iniciarse las operaciones de la empresa Procría.
En 1969 fallece el Mendoza Fleury y asume la dirección su otro hijo, Lorenzo Alejandro Mendoza Quintero, quien dejó su profesión de médico psiquiatra. Bajo su liderazgo fue creado el plan de jubilación para los trabajadores de la empresa, en 1972. También impulsó la idea de construir un gran complejo cervecero en el centro del país, cuya construcción se inició el 5 de diciembre de 1975 en la población de San Joaquín, Estado Carabobo y que empezó a operar en 1978. Luego, es creada en 1977 la Fundación Polar, conocida a partir de 2006 como Fundación Empresas Polar, que concentra la acción social de este consorcio venezolano y que empezó a presidir Leonor Giménez de Mendoza, esposa de Mendoza Quintero.
En 1985, junto a la empresa francesa Casa Martell, Empresas Polar funda las Bodegas Pomar con lo que se inicia la producción comercial de vinos en Venezuela. A partir de 1986, la empresa incursiona en el negocio de procesado y empaquetado de arroz y al año siguiente en los de pastas y helados, al haber adquirido la empresa Helados EFE. En febrero de 1987 muere Lorenzo Alejandro Mendoza Quintero y le corresponde tanto a su viuda, Leonor Giménez de Mendoza, como a la viuda de su hermano, Morella Pacheco Ramella, encargarse de la conducción de la empresa.
En 1991, al cumplirse 50 años del surgimiento de Cervecería Polar, la empresa pasó a denominarse "Empresas Polar". En los terrenos donde había funcionado la primera planta de la empresa, ya desaparecida, fue construido el Centro de Atención Nutricional Infantil Antímano (Cania), institución se especializa en el manejo interdisciplinario de la malnutrición infantil.
En 1992, Lorenzo Mendoza Giménez y Juan Lorenzo Mendoza Pacheco, miembros de la tercera generación de la familia Mendoza, asumen la dirección de Empresas Polar. Este paso hace que la empresa se inicie en 1993 en el negocio de la producción de refrescos, con la adquisición de la compañía Golden Cup, que hasta entonces solo cubría el centro del país con dos pequeñas plantas. 
En diciembre de 1996, mediante la alianza estratégica acordada con el socio internacional PepsiCo, surge Pepsi-Cola Venezuela C.A. debido a que la Organización Cisneros dejó esta marca. Ese año marca el comienzo de las actividades del negocio de alimentos en Colombia. Hoy cuenta con oficinas en Bogotá y con una planta productora de harinas precocidas de maíz, avenas y arepas listas para comer, ubicada en Facatativá, población cercana a la capital colombiana.

### (1999) extensión
La adquisición de la licencia para la fabricación de las bebidas Pepsi llevó a la construcción de dos grandes plantas de Pepsi-Cola Venezuela en Caucagua y Maracaibo (1999). Posteriormente, adquirió en 2001 la empresa MAVESA, e incorporó los productos de la marca estadounidense Quaker Oats Company, junto a su filial Gatorade, en 2002, ambas propiedad hoy en día de PepsiCo. 
En 2003, la empresa se consolida bajo la denominación de Alimentos Polar y amplió su planta de productos de limpieza en Valencia, estado Carabobo, en 2009. Ese año, se inaugura el Centro de Desarrollo Deportivo Empresas Polar, en San Joaquín, donde niños y jóvenes practican diversas disciplinas deportivas de forma organizada. 
Finalmente en 2010, Alimentos Polar se alía con el Grupo Leche Pascual, de España por lo que instala de una planta de yogur en Valencia que produce la línea de productos Migurt.
En 2012 nace la colección Placeres Maestros de la cerveza premium Solera con la incorporación de Solera Märzen (cerveza tipo Marzenbier). Más adelante, en 2016 se lanzan bajo esta misma colección las cervezas Solera Black (Schwarzbier) y Solera ALT (Altbier). Finalmente, en 2018 se lanza por primera vez al mercado venezolano la cerveza tipo India Pale Ale con el nombre Solera IPA.

## Conformación de Empresas Polar
- Cervecería Polar: Fabrica cervezas y bebidas no alcohólicas a base de malta. Sus productos principales son la Cerveza Polar en sus diferentes versiones y la malta Maltín Polar.

- Bodegas Pomar: se especializa en la producción de vinos y sangrías a partir de viñedos propios.

- Alimentos Polar: Comprende diferentes plantas industriales tales como procesadoras de arroz, avena y de maíz, este último en las formas de harina precocida y aceite, fábricas de pastas, margarinas, vinagres, mayonesa, salsas, procesadoras de alimentos del mar, mermeladas, bebida achocolatada, helados, alimentos balanceados para animales, jabones, detergentes y suavizantes de ropa.

- PepsiCo Venezuela: Es el grupo encargado de la producción de bebidas gaseosas, jugos, té frío, agua mineral, bebidas deportivas, bebidas energéticas y ligeramente gasificadas.

Empresas Polar cuenta con 30 plantas y 191 agencias, sucursales y centros de distribución en Venezuela, una planta productora de alimentos en Colombia y otra de malta y Harina Pan en Estados Unidos. Los productos de la organización también se comercializan en otros países de América, el Caribe y Europa.

## Productos

### Alimentos
Los productos son realizados por la filial Alimentos Polar
- Harinas Precocidas de Maíz: Harina P.A.N. y Harina Mazorca
- Pastas Primor y Gran Señora
- Arroz Primor y Corina
- Crema de arroz Primor
- Margarinas Mavesa, Mavesa Dorada (antes llamada Suave Dorada), Mavesa Ligera, Chiffon y Nelly
- Margarina industrial Chef
- Aceite de maíz Mazeite
- Atún Margarita y California
- Sardinas Margarita
- Vinagre Mavesa
- Productos de tomate Pampero
  - Ketchup
  - Pasta de tomate
  - Puré de tomate
  - Jugo de tomate
  - Salsas para pastas (boloñesa, napolitana y completa)
  - Salsa a base de tomate con calcio y baja en calorías
- Queso Fundido Untable Rikesa
  - Cheddar original
  - Cheddar con Tocineta
  - Blanco
  - Cheddar con Parmesano
- Mayonesa Mavesa
- Mayonesa ligera Mavesa Ligera
- Bebida Achocolatada Toddy
- Merengada y Fresca Chicha Quaker
- Avena Quaker (con licencia de Quaker Oats Company)
- Helados EFE
- Yogur MiGurt
- Gelatinas Golden
- Mezcla de cachapas Cachapas P.A.N.
- Mermeladas La Vienesa
- Alimentos para perros SuperCan y Dogourmet
- Alimentos para caballos Galope

### Bebidas

#### Cerveza y Malta
Los productos son realizados por la filial Cerveceria Polar
- Polar Pilsen
- Polar Ice
- Polar Zero
- Polar Light
- Solera
  - Verde (original)
  - Azul (light)
  - Märzen
  - IPA
  - Kriek
- Maltín Polar
- Maltín Polar Light

#### Vinos
Los productos son realizados por la filial Cerveceria Polar
- Pomar Frizzante
- Pomar Syrah
- Pomar Tempranillo
- Pomar Sauvignon
- Pomar Petit Verdot
- Pomar Reserva Tinto
- Pomar Brut
- Pomar Brut Nature
- Pomar Demi-Sec
- Pomar Brut Rosé
- Pomar Brut Edición Especial
- Pomar Terracota Blanco
- Pomar Terracota Tinto
- Sangría Caroreña

#### Refrescos
Los productos son realizados por la filial Pepsi-Cola Venezuela, bajo licencia de PepsiCo
- Pepsi
- Pepsi Light
- Pepsi Zero
- 7 Up
- 7up Light
- Sabores Golden (Kolita, Uva, Naranja, Manzanita y Piña)

#### Otras bebidas
- Gatorade
- H2Oh de 7up
- Agua mineral Minalba
- Agua mineral gasificada Minalba Sparkling
- Agua con sabores artificiales Minalba Flavor
- Jugos Yukery
- Jugos Yuky-Pak
- Club Soda y Aguakina Evervess
- Té frío Lipton Ice Tea (Líquida y en polvo; con licencia de Unilever)

### Productos de limpieza
- Jabón Azul Las Llaves (con aromas a bebe, prado y flores campestres)
- Detergente Las Llaves (con aromas a limón, bebe y brisa fresca)
- Lavaplatos en crema Las Llaves
- Detergente Diamante
- Lavaplatos en crema Diamante

## Productos descontinuados

### Bebidas
- Vox (cerveza con aroma de limón).
- Pepsi Twist (pepsi con sabor a limón, lanzada solo en el Zulia)
- Maltín Polar Frussion (malta con sabor a durazno).
- Maltín Polar Mantekado Dinámico y Chokolate Volcánico.
- Cerveza negra Bock (luego Polar negra)
- Cerveza Solera Black (negra)
- Cerveza Solera ALT

Alimentos
- Margarinas: Regia y Adora
- Preparado de mayonesa Nelly
- Mayonesa Dorada
- Línea de alimentos La Torre del Oro (mayonesa, salsa rosada, crema de mostaza, salsa inglesa, salsa de soya, vinagre, kétchup)
- Harina de Maíz Pronto, Ricarepa
- Aceite de Maíz Primicia.
- Arroz Corina
- Mezcla para Cachapas Del Grano

## Patrocinio

### Deportes
Esta empresa es el patrocinador oficial de la Liga Venezolana de Béisbol Profesional y de los ocho equipos que la integran, Águilas del Zulia, Cardenales de Lara, Tigres de Aragua, Leones del Caracas, Tiburones de La Guaira, Navegantes del Magallanes, Bravos de Margarita y Caribes de Anzoátegui. Además, el trofeo lleva el nombre de la empresa. Además patrocina a más de la mitad de los equipos del fútbol de la Primera División Venezolana y a la selección de fútbol de Venezuela, además de equipos integrantes de la baloncesto venezolano.

### Cultura
En cultura realiza los Premios Pepsi Music Venezuela (PPM), una ceremonia de entrega anual de premios a lo mejor de la música en Venezuela, y que es organizada por Pepsi-Cola Venezuela. Su primera edición se llevó a cabo el 29 de marzo de 2012 en Caracas, y hasta la actualidad se siguen llevando esta entrega de premios como apoyo al generó musical venezolano.

### Premio científico
Desde 1982 y cada 2 años la Fundación Empresas Polar entrega el Premio Lorenzo Mendoza Fleury a la trayectoria de científicos venezolanos que son considerados sobresalientes.
Aunque el premio es diseñado, coordinado y financiado por Fundación Empresas Polar, es la propia comunidad científica venezolana la encargada de proponer, evaluar y seleccionar a los candidatos.